# Code Lyoko: Fall of X.A.N.A.
Code Lyoko: Fall of X.A.N.A. è il terzo videogioco basato sulla serie animata francese Code Lyoko, sviluppato da Neko Entertainment e pubblicato da The Game Factory nel 2008 per Nintendo DS.

## Trama
Come il suo predecessore, il gioco si basa vagamente sugli eventi della quarta stagione della serie animata. In questo caso, però, il gioco inizia con i protagonisti che conoscono già i Replika e il loro funzionamento, e si mettono perciò alla ricerca dei supercomputer per poterli distruggere. Anche in questo gioco, William è posseduto da X.A.N.A., nonostante nel capitolo precedente fosse stato liberato dai Guerrieri di Lyoko.

## Modalità di gioco
Code Lyoko: Fall of X.A.N.A. utilizza un'interfaccia tipica dei giochi di ruolo, che combina gli stili di lotta a turni e in tempo reale. Il gioco ha anche una modalità multigiocatore, in cui i giocatori possono sfidarsi in varie modalità di battaglia.